# Fredrik Gulbrandsen
Fredrik Gulbrandsen (Lillestrøm, 10 de septiembre de 1992) es un futbolista noruego. Juega de delantero y su equipo es el Molde F. K. de la Eliteserien.

## Selección nacional
| Selección            | Año       | Partidos | Goles |
| -------------------- | --------- | -------- | ----- |
| Selección sub-19     | 2011      | 3        | 1     |
| Selección de Noruega | 2014-2016 | 3        | 0     |
| Selección sub-21     | 2015      | 3        | 0     |

## Clubes
| Club                      | País           | Año       | Partidos | Goles |
| ------------------------- | -------------- | --------- | -------- | ----- |
| Lillestrøm S. K.          | Noruega        | 2009-2013 | 63       | 9     |
| F. C. Lyn Oslo (cedido)   | Noruega        | 2010      | 9        | 1     |
| Molde F. K.               | Noruega        | 2013-2016 | 56       | 23    |
| Red Bull Salzburgo        | Austria        | 2016-2019 | 107      | 32    |
| New York Red Bulls        | Estados Unidos | 2017      | 12       | 0     |
| Estambul Başakşehir F. K. | Turquía        | 2019-2022 | 100      | 19    |
| Adana Demirspor           | Turquía        | 2022-2023 | 24       | 2     |
| Molde F. K.               | Noruega        | 2023-     | 35       | 13    |

## Palmarés

### Títulos nacionales
| Título               | Club                      | País    | Año  |
| -------------------- | ------------------------- | ------- | ---- |
| Copa de Noruega      | Molde F. K.               | Noruega | 2013 |
| Eliteserien          | Molde F. K.               | Noruega | 2014 |
| Copa de Noruega      | Molde F. K.               | Noruega | 2014 |
| Bundesliga           | Red Bull Salzburgo        | Austria | 2018 |
| Copa de Austria      | Red Bull Salzburgo        | Austria | 2019 |
| Bundesliga           | Red Bull Salzburgo        | Austria | 2019 |
| Superliga de Turquía | Estambul Başakşehir F. K. | Turquía | 2020 |
| Copa de Noruega      | Molde F. K.               | Noruega | 2023 |